# Arytera setosa
Arytera setosa är en kinesträdsväxtart som beskrevs av Ludwig Radlkofer. Arytera setosa ingår i släktet Arytera och familjen kinesträdsväxter. Inga underarter finns listade i Catalogue of Life.